# Atopana
Atopana is een geslacht van rechtvleugeligen uit de familie sabelsprinkhanen (Tettigoniidae). De wetenschappelijke naam van dit geslacht is voor het eerst geldig gepubliceerd in 1930 door Vignon.

## Soorten
Het geslacht Atopana omvat de volgende soorten:
- Atopana cornuta Uvarov, 1925
- Atopana varia Walker, 1869